# 필리프 부드키우스키
필리프 비야체슬라포비치 부드키우스키(우크라이나어: Пилип В'ячеславович Будківський, Pylyp Vyacheslavovych Budkivskyi, 1992년 3월 10일 ~ )는 FC 폴리샤 지토미르에서 스트라이커로 활약하고 있는 우크라이나의 축구 선수이다.